# Obiettivo Risarcimento Padova
L'Obiettivo Risarcimento Padova est un club d'échecs basé dans la ville de Padoue, en Italie.

## Histoire
En 2006, le club remporte son premier titre de champion d'Italie. Il joue sous le nom d'origine Associazione scacchi "G. Cortuso".
En 2010, le club fusionne avec le « Club italiano di Scacchi ».
En 2019, le club est le premier club italien à remporter la coupe d'Europe des clubs d'échecs. Les Italiens remporte tous leurs sept matchs, ne concédant qu’une défaite en 42 parties.

## Championnat d'Italie des clubs

### Composition de l'équipe
En 2019, l'équipe qui remporte le championnat d'Italie d'échecs des clubs est composée de : Ivan Saric, Daniele Vocaturo, Alberto David, Sabino Brunello, Michele Godena, Danyyil Dvirnyy, Alessio Valsecchi et un nouveau joueur, l'Anglais Gawain Jones.“
L'équipe championne d'Europe est pour sa part constituée de la même base, et quelques joueurs différents : Cristiano Quaranta, le capitaine, les Hongrois Richard Rapport et Péter Lékó, les Anglais Michael Adams et Gawain Jones, le Croate Ivan Saric, l'Espagnol Francisco Vallejo, les Italiens Sabino Brunello et Daniele Vocaturo.

### Palmarès
- 10 titres de champion d'Italie obtenus en 2006, 2009, 2010, 2012[5], 2013[5], 2014[5],2015[5], 2017[6], 2018[7], 2019[8].

- Un titre de champion d'Europe obtenu en 2019[2].

## Structures du club
Le club est situé au 60, viale Nereo Rocco, Stadio "Euganeo", à Padoue. Il est organisé sous forme de société, l' A.D. Scacchi "G.Cortuso" Padova. Son président est Andrea Cerulli.
Le club est sponsorisé par la société Obiettivo Risarcimento, une entreprise opérant dans l'indemnisation des dommages causés par la responsabilité professionnelle médicale.